# Дам'єн Дафф
Дам'єн Дафф (англ. Damien Duff; нар. 2 березня 1979, Боллібоден) — ірландський футболіст, лівий фланговий півзахисник. По завершенні ігрової кар'єри — тренер.

## Клубна кар'єра
У дорослому футболі дебютував 1996 року виступами за команду клубу «Блекберн Роверз», в якій провів сім сезонів, взявши участь у 184 матчах чемпіонату.  Більшість часу, проведеного у складі «Блекберн Роверз», був основним гравцем команди.
Своєю грою за цю команду привернув увагу представників тренерського штабу клубу «Челсі», до складу якого приєднався 2003 року. Відіграв за лондонський клуб наступні три сезони своєї ігрової кар'єри. Граючи у складі «Челсі» також здебільшого виходив на поле в основному складі команди. За цей час двічі виборював титул чемпіона Англії, ставав володарем Кубка англійської ліги, володарем Суперкубка Англії з футболу.
2006 року уклав контракт з клубом «Ньюкасл Юнайтед», у складі якого провів наступні три роки своєї кар'єри гравця.  Тренерським штабом нового клубу також розглядався як гравець «основи». Допоміг команді здобути перемогу у розіграші Кубка Інтертото.
До складу клубу «Фулхем» приєднався 2009 року. Наразі встиг відіграти за лондонський клуб 65 матчі в національному чемпіонаті.

## Виступи за збірну
1998 року дебютував в офіційних матчах у складі національної збірної Ірландії. Наразі провів у формі головної команди країни 92 матчі, забивши 8 голів.
У складі національної команди був учасником чемпіонату світу 2002 року, на якому ірландці подолали груповий етап, а на стадії 1/8 фіналу лише у серії післяматчевих пенальті поступилися збірній Іспанії.

## Кар'єра тренера
З 2021 року очолює тренерський штаб клубу «Шелбурн».

## Статистика виступів

### Статистика клубних виступів
| Сезон                       | Команда                     | Чемпіонат                   | Чемпіонат | Чемпіонат | Кубки | Кубки | Кубки | Єврокубки | Єврокубки | Єврокубки | Інші змагання | Інші змагання | Інші змагання | Усього | Усього |
| Сезон                       | Команда                     | Ліга                        | Ігор      | Голів     | Ліга  | Ігор  | Голів | Ліга      | Ігор      | Голів     | Ліга          | Ігор          | Голів         | Ігор   | Голів  |
| --------------------------- | --------------------------- | --------------------------- | --------- | --------- | ----- | ----- | ----- | --------- | --------- | --------- | ------------- | ------------- | ------------- | ------ | ------ |
| 1996–97                     | «Блекберн Роверз»           | ПЛ                          | 1         | 0         | КА+КЛ | 0     | 0     | -         | -         | -         | -             | -             | -             | 1      | 0      |
| 1997–98                     | «Блекберн Роверз»           | ПЛ                          | 26        | 4         | КА+КЛ | 4+3   | 1+0   | -         | -         | -         | -             | -             | -             | 33     | 5      |
| 1998–99                     | «Блекберн Роверз»           | ПЛ                          | 28        | 1         | КА+КЛ | 4+3   | 0     | КУЄФА     | 1         | 0         | -             | -             | -             | 36     | 1      |
| 1999–00                     | «Блекберн Роверз»           | ФЛ                          | 39        | 5         | КА+КЛ | 3+2   | 1+1   | -         | -         | -         | -             | -             | -             | 44     | 7      |
| 2000–01                     | «Блекберн Роверз»           | ФЛ                          | 32        | 1         | КА+КЛ | 5+2   | 0+2   | -         | -         | -         | -             | -             | -             | 39     | 3      |
| 2001–02                     | «Блекберн Роверз»           | ПЛ                          | 32        | 7         | КА+КЛ | 2+5   | 0+1   | -         | -         | -         | -             | -             | -             | 39     | 8      |
| 2002–03                     | «Блекберн Роверз»           | ПЛ                          | 26        | 9         | КА+КЛ | 0+2   | 0+1   | КУЄФА     | 3         | 1         | -             | -             | -             | 31     | 11     |
| Усього за «Блекберн Роверз» | Усього за «Блекберн Роверз» | Усього за «Блекберн Роверз» | 184       | 27        |       | 18+17 | 2+5   |           | 4         | 1         |               | -             | -             | 223    | 35     |
| 2003–04                     | «Челсі»                     | ПЛ                          | 23        | 5         | КА+КЛ | 1+2   | 0     | ЛЧ        | 11        | 1         | -             | -             | -             | 37     | 6      |
| 2004–05                     | «Челсі»                     | ПЛ                          | 30        | 6         | КА+КЛ | 2+6   | 0+2   | ЛЧ        | 10        | 2         | -             | -             | -             | 48     | 10     |
| 2005–06                     | «Челсі»                     | ПЛ                          | 28        | 3         | КА+КЛ | 5+0   | 0     | ЛЧ        | 6         | 0         | СА            | 1             | 0             | 40     | 3      |
| Усього за «Челсі»           | Усього за «Челсі»           | Усього за «Челсі»           | 81        | 14        |       | 8+8   | 0+2   |           | 27        | 3         |               | 1             | 0             | 125    | 19     |
| 2006–07                     | «Ньюкасл Юнайтед»           | ПЛ                          | 22        | 1         | КА+КЛ | 0+2   | 0     | КУЄФА     | 9         | 0         | -             | -             | -             | 33     | 1      |
| 2007–08                     | «Ньюкасл Юнайтед»           | ПЛ                          | 16        | 0         | КА+КЛ | 3+0   | 1+0   | -         | -         | -         | -             | -             | -             | 19     | 1      |
| 2008–09                     | «Ньюкасл Юнайтед»           | ПЛ                          | 30        | 3         | КА+КЛ | 2+1   | 0     | -         | -         | -         | -             | -             | -             | 33     | 3      |
| 2009                        | «Ньюкасл Юнайтед»           | ФЛ                          | 1         | 1         | -     | -     | -     | -         | -         | -         | -             | -             | -             | 1      | 1      |
| Усього за «Ньюкасл Юнайтед» | Усього за «Ньюкасл Юнайтед» | Усього за «Ньюкасл Юнайтед» | 69        | 5         |       | 5+3   | 1+0   |           | 9         | 0         |               | -             | -             | 86     | 6      |
| 2009–10                     | «Фулхем»                    | ПЛ                          | 32        | 6         | КА+КЛ | 4+0   | 2+0   | ЛЄ        | 14        | 1         | -             | -             | -             | 50     | 9      |
| 2010–11                     | «Фулхем»                    | ПЛ                          | 24        | 4         | КА+КЛ | 2+1   | 0     | -         | -         | -         | -             | -             | -             | 27     | 4      |
| 2011–12                     | «Фулхем»                    | ПЛ                          | 5         | 0         | КА+КЛ | 0     | 0     | ЛЄ        | 10        | 2         | -             | -             | -             | 15     | 2      |
| Усього за «Фулхем»          | Усього за «Фулхем»          | Усього за «Фулхем»          | 61        | 10        |       | 6+1   | 2+0   |           | 24        | 3         |               | -             | -             | 92     | 15     |
| Усього за кар'єру           | Усього за кар'єру           | Усього за кар'єру           | 395       | 56        |       | 37+29 | 5+7   |           | 64        | 7         |               | 1             | 0             | 526    | 75     |

## Титули і досягнення

### Як гравця
- Чемпіон Англії (2):

«Челсі»:  2004–05, 2005–06
- Володар Кубка англійської ліги (2):

«Блекберн Роверз»:  2001–02
«Челсі»:  2004–05
- Володар Суперкубка Англії з футболу (1):

«Челсі»:  2005
- Володар Кубка Інтертото (1):

«Ньюкасл Юнайтед»:  2006

### Як тренера
Шелбурн
- Чемпіон Ірландії (1): 2024
- Володар  кубка Президента (1): 2025